# Odontocolon polymorphum
Odontocolon polymorphum är en stekelart som beskrevs av Joseph Augustine Cushman 1942. Odontocolon polymorphum ingår i släktet Odontocolon och familjen brokparasitsteklar. Inga underarter finns listade i Catalogue of Life.